# 包爾毛茲新城

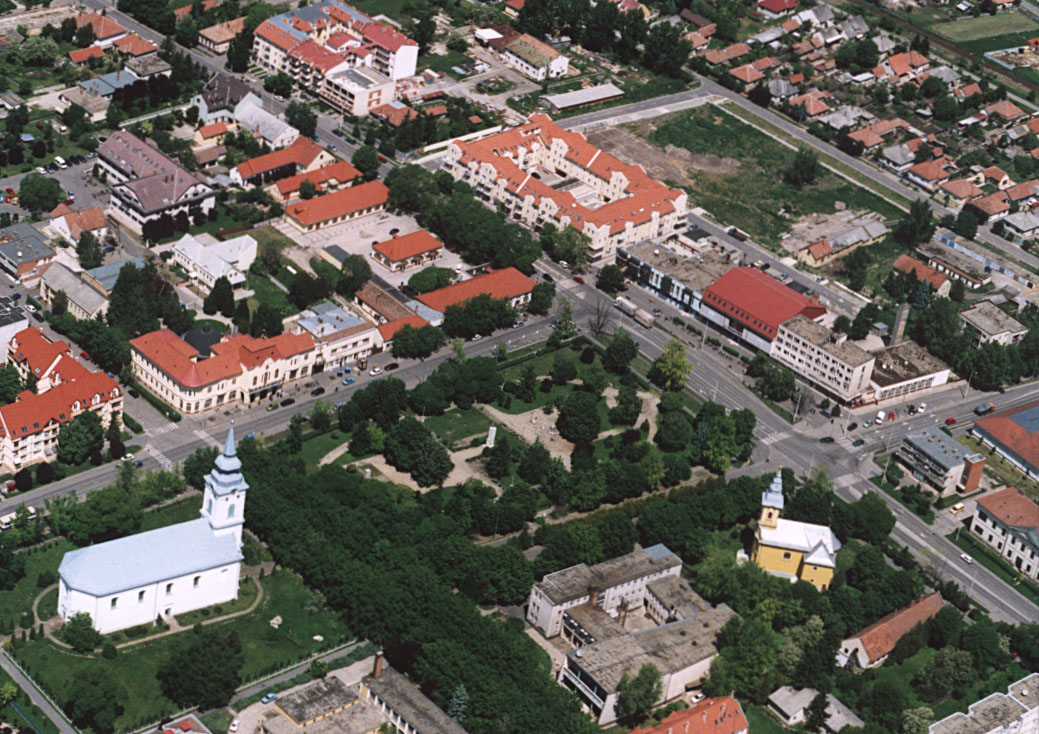

包爾毛茲新城是匈牙利的城鎮，位於該國東部，距離首府德布勒森23公里，由豪伊杜-比豪爾州負責管轄，面積205.45平方公里，2011年人口17,383。
47°37′N 21°21′E / 47.617°N 21.350°E